# DB 712 001
Unter der Baureihenbezeichnung 712 setzte die Deutsche Bundesbahn von 1965 bis 1993 einen Tunnelmesswagen ein, welcher wegen seines charakteristischen Erscheinungsbildes auch „Tunneligel“ genannt wurde. Er verfügte neben mechanischen Messeinrichtungen zur Vermessung des Tunnel-Profils auch über einen Messstromabnehmer, mit dem die Höhe der Oberleitung gemessen werden konnte. Das Fahrzeug war anfänglich rot lackiert und wurde in den 1980er Jahren in das einheitliche gelb der Bahndienstfahrzeuge umlackiert. Der Triebwagen wurde aus dem VT 38 002 (ehemals DR 137 158) im Jahr 1965 in den Tunnelmesswagen „6210 Kar“ umgebaut und steht heute im Eisenbahnmuseum Bochum-Dahlhausen.
Der 712 001 verfügt über einen dieselelektrischen Antrieb mit Langsamfahrschaltung.
1993 löste der 712 002 mit elektronischen Profil-Messeinrichtungen den „Tunneligel“ ab.

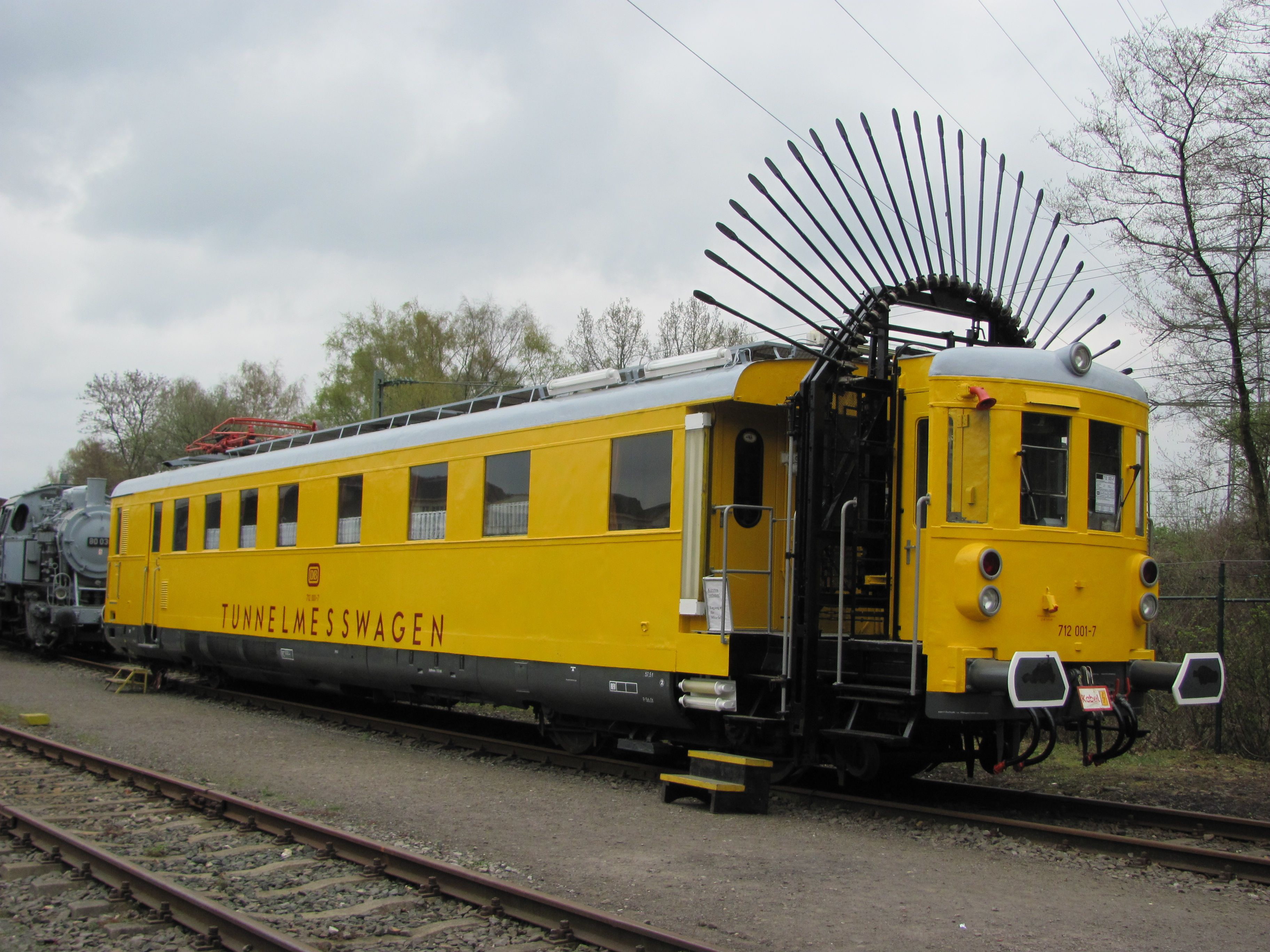
712 im heutigen Standort Eisenbahnmuseum Bochum-Dahlhausen